# Brist, hjärta, i stycken
Brist, hjärta, i stycken är en svensk psalm från 1700-talet.

## Historik
Brist, hjärta, i stycken är en svensk psalm som finns med i psalmboken Andelig Dufworöst från 1734 av Olof Kolmodin. En version på Brist, hjärta, i stycken med sex verser efter Hedda Åberg (1846–1922) i Höörs socken, upptecknades 1971 av John Enninger. Den publicerades 2021 i boken Folkliga koraler från södra Sverige.

## Publicerad i
- Andelig Dufworöst som nummer 48 under rubriken Fjerde Afdelningen. Bättrings-Röst.[1]
- Folkliga koraler från södra Sverige som nummer 18 Brist, hjärta, i stycken.[1]